# Monstruo de Londres
El monstruo de Londres (en inglés: London Monster) es el nombre dado a un supuesto agresor que presuntamente atacó a varias mujeres en Londres, Inglaterra, entre 1788 y 1790. El asaltante se caracterizaba por su piquerismo, una parafilia y forma de sadismo consistente en la obtención de placer sexual a través de la penetración de la carne (mediante punción o apuñalamiento), para lo cual empleaba cuchillos, agujas, alfileres y estiletes.

## Historia
Los primeros ataques tuvieron lugar en 1788. De acuerdo con las víctimas (la mayoría mujeres pertenecientes a familias adineradas), un hombre alto las habría estado siguiendo para después abordarlas gritando obscenidades, apuñalándolas a continuación en las nalgas. Algunos informes mencionaron que el atacante llevaba cuchillos o estiletes atados a las rodillas y los pies, provocando heridas a las víctimas mediante patadas y rodillazos, mientras que otros sostuvieron que el agresor invitaba a las víctimas a oler un ramillete para después herirlas en el rostro con un pincho o varios alfileres ocultos entre las flores (en todos los casos el supuesto atacante habría huido antes de la llegada de auxilio). Algunas mujeres fueron halladas con la ropa cortada y otras con heridas superficiales, ascendiendo el número de víctimas registradas a más de 50 en apenas dos años (debido al rumor de que el monstruo solo atacaba a mujeres hermosas, algunas londinenses, por vanidad, mentían acerca de haber sido asaltadas e incluso se autolesionaban para dar veracidad a su relato). La prensa pronto llamó al agresor «El Monstruo» («The Monster»), con las descripciones del atacante variando considerablemente de unas a otras. El caso adquirió tanta notoriedad que algunos hombres procedieron a fundar un club conocido bajo el nombre Club Ningún Monstruo (No Monster Club), luciendo a su vez pines del club en las solapas para mostrar que ninguno de ellos era el monstruo.
Los londinenses se sintieron ofendidos ante el fracaso de los Bow Street Runners en atrapar al agresor. El filántropo John Julius Angerstein prometió una recompensa de £100 por la captura del atacante, empezando a su vez varios vigilantes armados a patrullar la ciudad (por su parte, varias mujeres optaron por llevar ocultas bajo las enaguas sartenes de cobre sobre las nalgas a modo de protección). El pánico desatado condujo así mismo a falsas acusaciones y ataques contra gente sospechosa de ser el monstruo, situación de la que sacaron partido los carteristas y demás criminales de la zona; primero sustraían los objetos de valor de la víctima, después la señalaban al grito de «¡monstruo!», y a continuación salían huyendo aprovechando el caos resultante.

## Rhynwick Williams

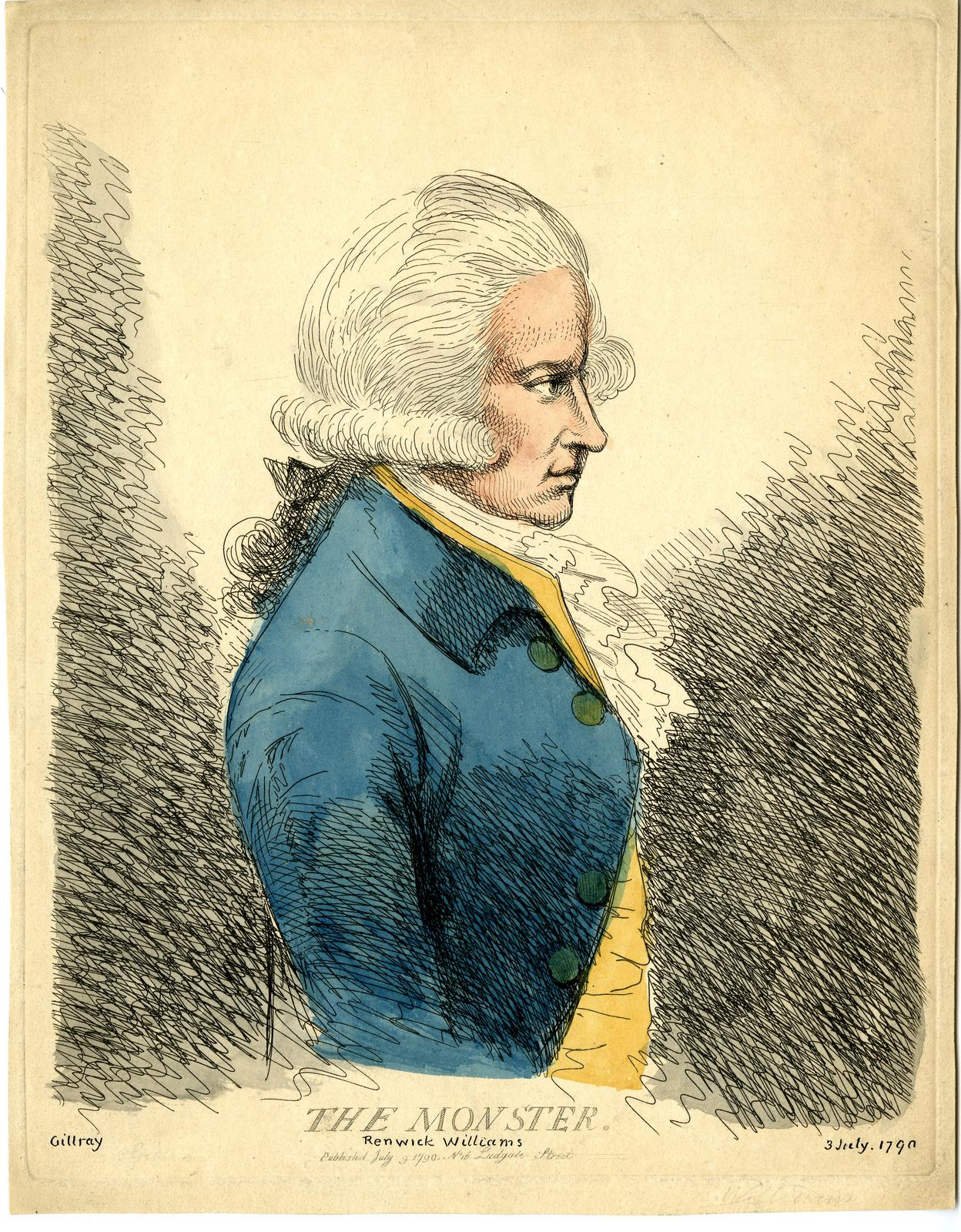
Retrato de Rhynwick Williams (1790).

El 13 de junio de 1790, Anne Porter declaró haber visto en Green Park al atacante que la había asaltado días atrás. John Coleman, novio de Porter, empezó a caminar disimuladamente detrás del agresor, quien sin embargo se percató de que estaba siendo perseguido. Rhynwick Williams, un bailarín de ballet de 23 años que malvivía en una posada y se desempeñaba en una fábrica de flores artificiales tras haber sido despedido de la compañía teatral en la que trabajaba acusado de robo, fue confrontado por Coleman, quien lo recriminó por haber ofendido a Porter, retándole finalmente a un duelo (Coleman llevó eventualmente a Williams ante la mujer, quien se desmayó al verlo). El hombre defendió su inocencia, lo cual resultó inútil debido al estado social de pánico; reconoció haberse acercado en una ocasión a Porter, pero alegó disponer de coartada para al menos uno de los otros ataques. Los magistrados acusaron a Williams de asalto con intención de arruinar prendas de ropa, delito que en el Código sangriento conllevaba una pena más severa que el asalto o el intento de asesinato. Durante el juicio, los espectadores vitorearon a los testigos de la acusación e insultaron a los de la defensa, si bien una de las víctimas confesó que no había llegado a ser atacada del todo.
Consciente de lo absurdo de la situación, el tribunal garantizó a Williams otro juicio tras anular el primero. En el nuevo proceso, el poeta irlandés Theophilus Swift sirvió como abogado defensor, acusando a Porter de haber llevado a cabo un plan para cobrar la recompensa ofrecida por la captura del monstruo en base a que la mujer acababa de contraer matrimonio con Coleman, quien había cobrado el dinero de la recompensa. Pese al hecho de que varias de las supuestas víctimas aportaron testimonios contradictorios y de que su jefe así como sus compañeros de trabajo testificaron que el hombre poseía coartada para varios de los otros ataques, Williams fue condenado por tres cargos y sentenciado a seis años de prisión (dos años por cada cargo), siendo puesto en libertad en diciembre de 1796.

## Veracidad
Los historiadores han especulado a lo largo de los años acerca de la culpabilidad de Williams y han llegado incluso a cuestionar la existencia del monstruo de Londres, el cual se cree pudo haber sido producto de la histeria popular. Varios ataques similares a los del monstruo fueron reportados durante los años siguientes, aunque el número decreció el tiempo que Williams estuvo en prisión.
Debido a la probabilidad de que varios agresores emulasen al atacante original, el monstruo de Londres es mencionado como posiblemente uno de los primeros casos de copycat, comparándose a su vez con Jack el destripador, quien asesinaría a varias prostitutas en Londres un siglo después, en lo relativo a la cobertura mediática y al sensacionalismo de la prensa.